# Convoglio della libertà
Il Convoglio della libertà (in lingua francese Convoi de la Liberté ed in lingua inglese Freedom Convoy) è stata una manifestazione di protesta iniziata in Canada a metà gennaio 2022, in seguito all'obbligo vaccinale per i camionisti che attraversano il confine con gli Stati Uniti, imposto dal Canada il 15 gennaio e successivamente dagli Stati Uniti il 22 gennaio; la protesta dei camionisti si è successivamente estesa ad  un'opposizione alle restrizioni del governo del Canada a causa della pandemia di COVID-19, portando migliaia di persone a protestare nelle strade della capitale Ottawa. La protesta ha successivamente ispirato movimenti simili in diversi paesi, quali Australia, Nuova Zelanda e Francia.
Le proteste in Canada si sono concluse con la revoca da parte del governo canadese degli obblighi vaccinali per i camionisti che attraversano il confine con gli Stati Uniti.

## Contesto
Il 15 gennaio 2022, viene emanato in Canada un obbligo vaccinale per i camionisti che attraversano il confine con gli Stati Uniti, che richiede ai camionisti non vaccinati di sottoporsi a due settimane di quarantena dopo aver attraversato il confine. Il 22 gennaio, una misura simile viene annunciata dagli Stati Uniti. Circa 26 000 dei 160 000 camionisti che attraversano regolarmente il confine USA-Canada non erano vaccinati al momento dell'entrata in vigore dell'obbligo, 12000 di essi canadesi; diverse migliaia di essi si sono quindi messi in moto da diverse parti del Canada e da oltre confine per prendere parte a convogli di protesta, che hanno preso di mira in particolare la capitale Ottawa.

## Avvenimenti
Nei primi giorni della protesta, a partire cioè dal 22 gennaio 2022, migliaia di camionisti partirono da diverse regioni del Canada e da oltre confine per riunirsi nella capitale Ottawa. Il 24 gennaio, 1200 camionisti hanno attraversato il Saskatchewan dirigendosi verso la capitale. La polizia dell'Ontario stimava l'arrivo di circa 2 000 camionisti ad Ottawa entro il seguente fine settimana.
A Ottawa, il 29 gennaio, ai camionisti si aggiunsero diverse migliaia di manifestanti (stimate tra 5 000 e i 18 000), che occuparono la piazza di fronte al Parlamento e gran parte delle strade in centro furono bloccate dai veicoli.
Le proteste non si limitavano alla capitale, ma coinvolsero successivamente anche diversi collegamenti tra gli Stati Uniti e il Canada, bloccando il traffico tra i due paesi. Questo è accaduto in particolare per l'Ambassador Bridge, l'unico collegamento stradale tra l'Ontario e il Michigan, dove alcune centinaia di veicoli determinarono il blocco del traffico tra il 7 febbraio e il 15 febbraio, causando una perdita di oltre 300 milioni di dollari per l'industria automobilistica statunitense e la chiusura temporanea di aziende automobilistiche in Canada. Altri attraversamenti di confine bloccati dai manifestanti sono stati quello tra Alberta e Montana e tra Manitoba e Dakota del Nord.
Il primo ministro canadese Justin Trudeau ha introdotto una serie di misure speciali per controllare la protesta, incluso il blocco dei conti correnti per i manifestanti, misure poi revocate 10 giorni dopo.

## Conseguenze
A seguito delle proteste, diverse province canadesi annunciarono la rimozione delle restrizioni. Le province di Alberta e Saskatchewan hanno proceduto a una rimozione dei passaporti vaccinali rispettivamente l'8 e il 14 febbraio. Québec e Manitoba hanno optato per la rimozione di tutte le restrizioni a metà marzo.

## Reazioni e opinione pubblica
Il convoglio di protesta ha suscitato diverse reazioni nell'opinione pubblica. Per quanto riguarda i principali partiti politici canadesi, il Partito Liberale del presidente Justin Trudeau si è opposto alla protesta, laddove invece l'opposizione, costituita dal Partito Conservatore guidato da Erin O'Toole, si è schierato con i manifestanti. Quanto all'opinione pubblica, un terzo dei canadesi ritiene di avere "molto in comune con i manifestanti" e il 43% ritiene che le proteste si siano svolte in modo "rispettoso e appropriato".
Sebbene il premier Justin Trudeau e altri oppositori delle proteste abbiano sostenuto che le proteste siano espressione di un estremismo di destra di matrice nazista, tali affermazioni non sono state supportate da effettivi sondaggi condotti tra i manifestanti. La giornalista Rupa Subramanya, che ha intervistato un centinaio di manifestanti ad Ottawa, ha scritto che nessuno di loro ha dato cenni di insurrezionismo, suprematismo bianco, razzismo o misoginia. Tra i personaggi pubblici che hanno espresso supporto per il Convoglio vi sono, oltre a Donald Trump e Marine Le Pen, diversi personaggi quali Elon Musk, Jordan Peterson, Rand Paul e Joe Rogan.

## Movimenti simili nel mondo
A Canberra un gruppo di camionisti ha protestato contro le misure restrittive per la pandemia in Australia marciando verso il Parlamento australiano e raggiungendo la quota di circa 10 000 manifestanti.
In Nuova Zelanda dei camionisti hanno protestato contro la crisi economica causata dalle restrizioni della pandemia di COVID-19 nel loro paese, portando la polizia neozelandese a fermare oltre 120 manifestanti.

## Galleria d'immagini

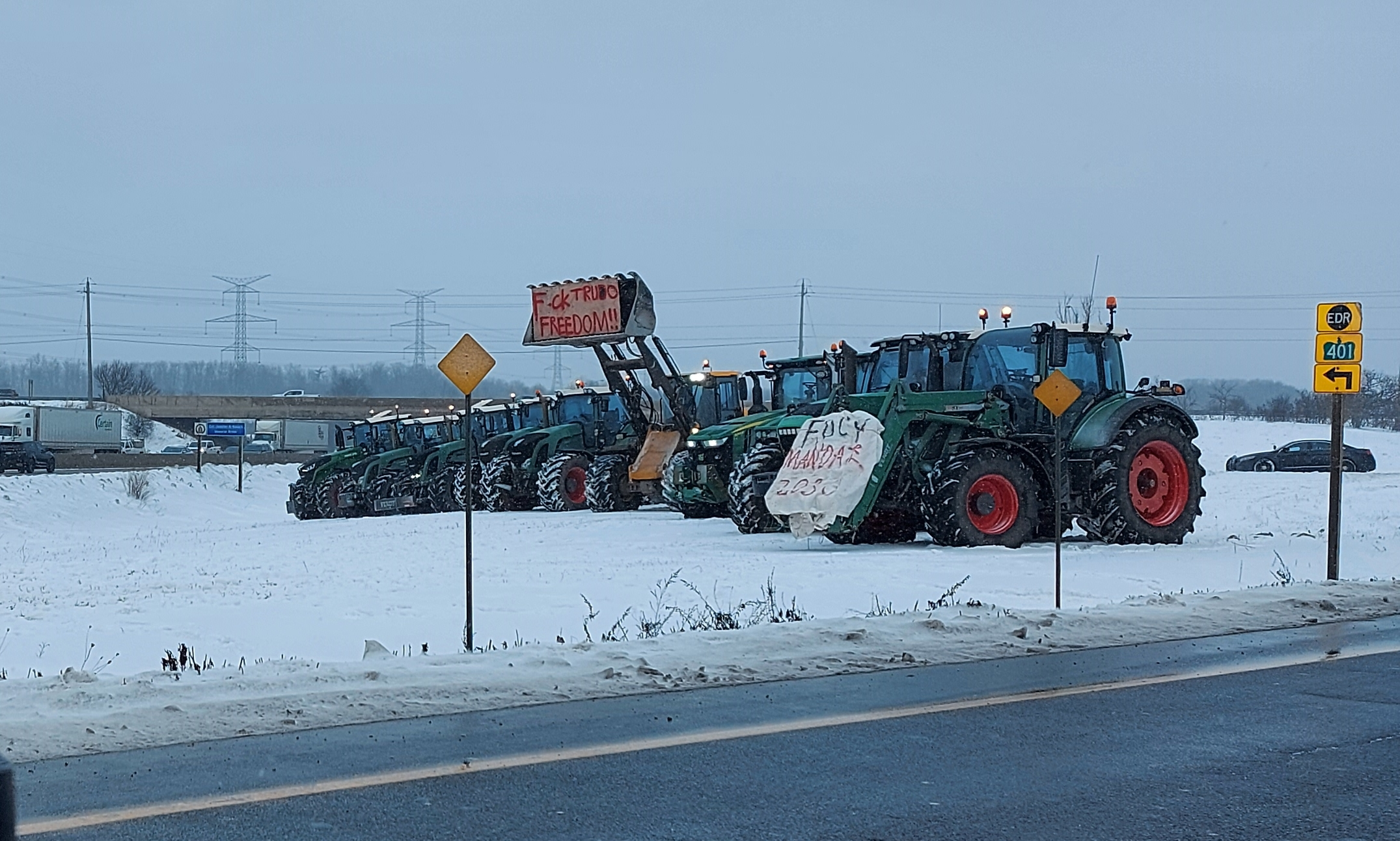
Ontario (gennaio 2022)
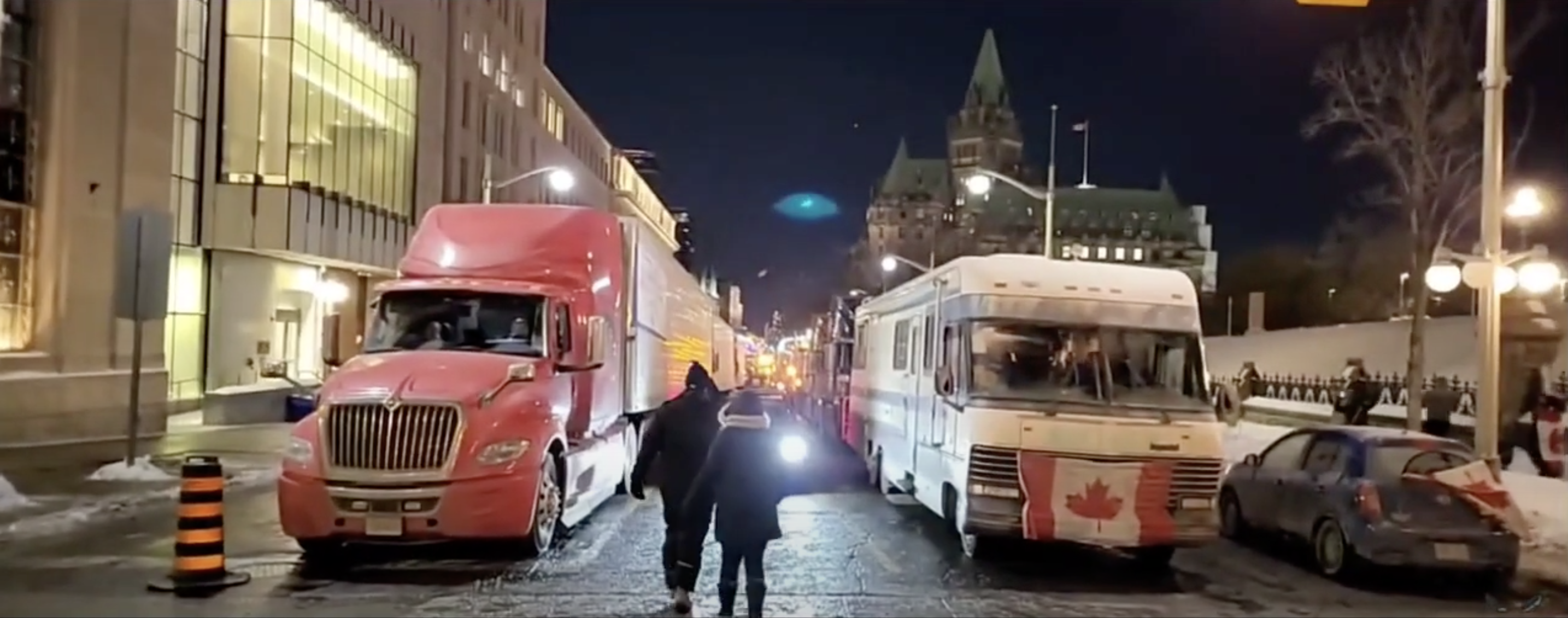
Ottawa (Canada)
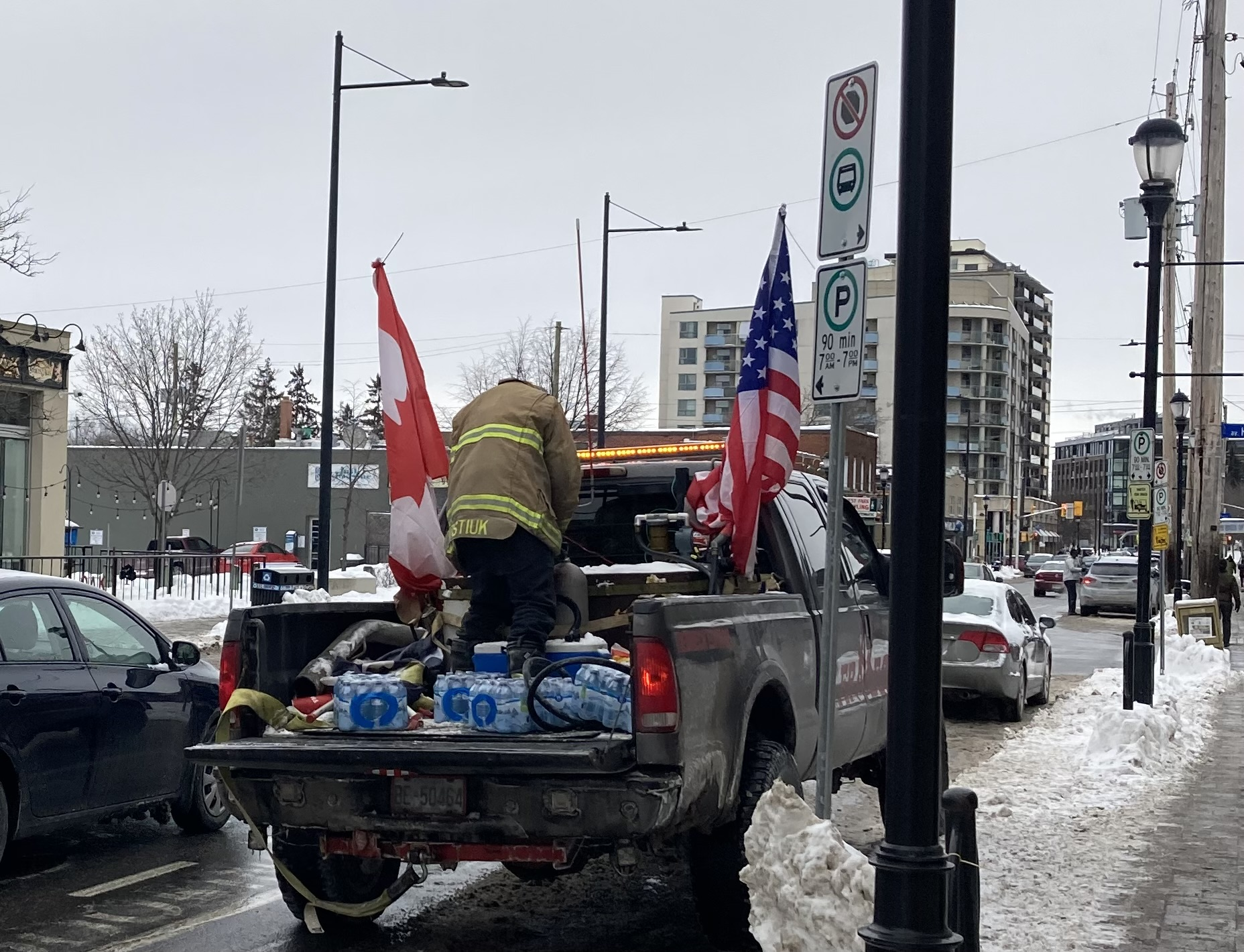
Ottawa (Canada)
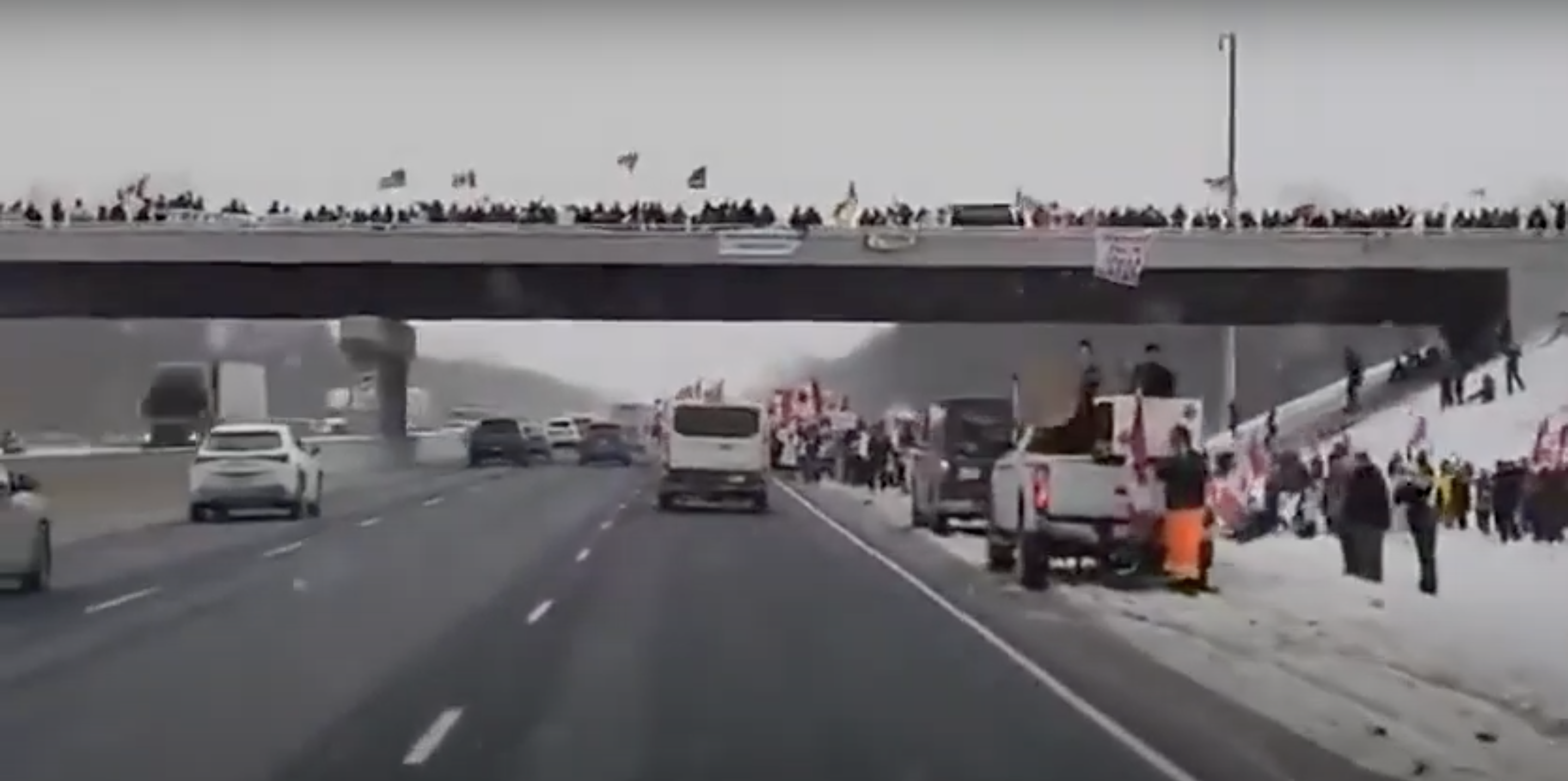
Autostrade canadesi